# گیلید، نیو ساوت ولز
گیلید (به انگلیسی: Gilead) یک حومه شهر در استرالیا است که در نیو ساوت ولز واقع شده‌است.